# Laguna Naranjo
A  Laguna Naranjo  é um lago localizado na Guatemala. Localiza-se no departamento de San José, Município de Cidade da Guatemala.